# モンゴメリー・バス・ボイコット事件

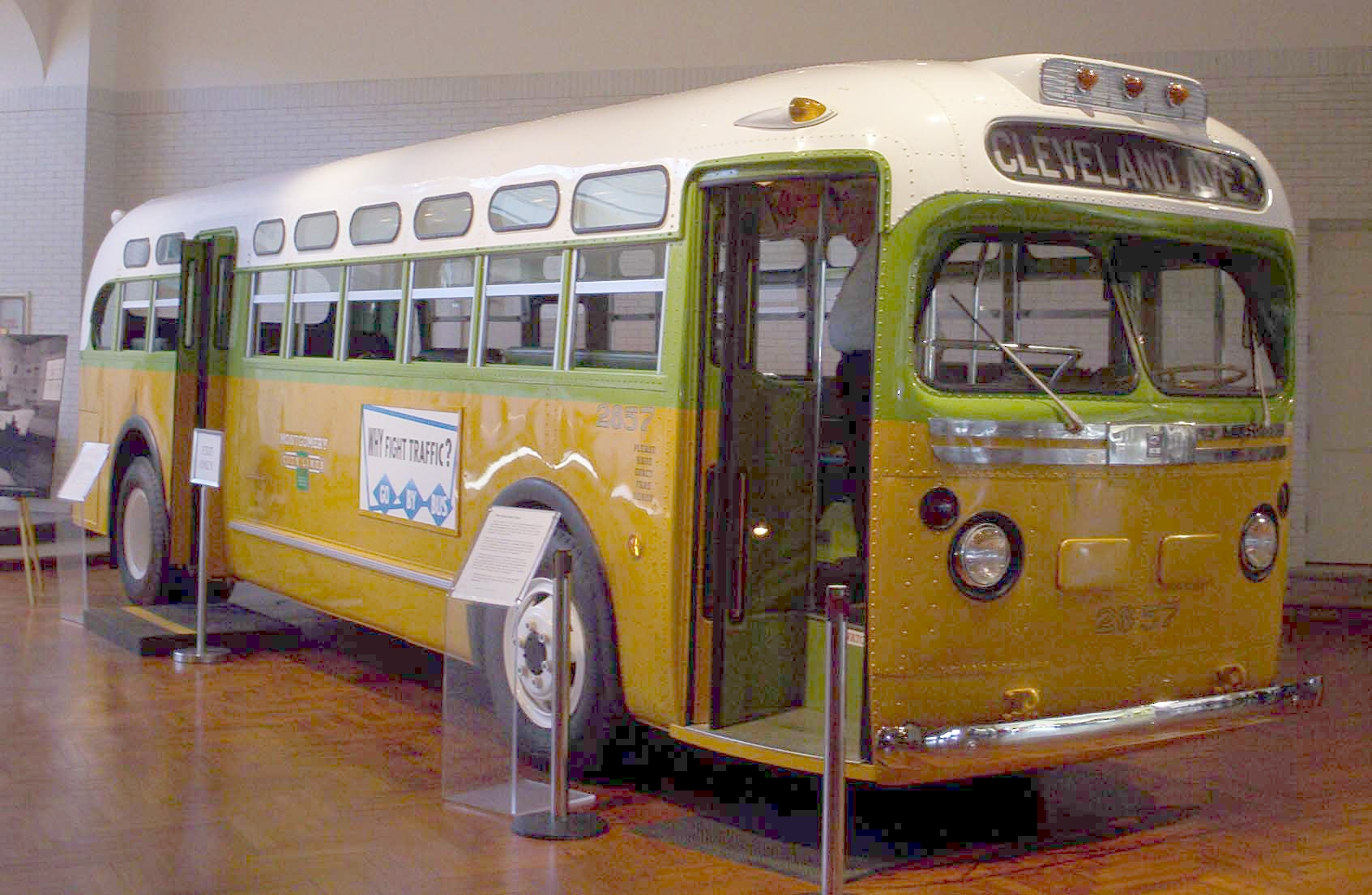
パークスが逮捕時に乗っていたバス。ヘンリー・フォード・ミュージアムに展示されている。

モンゴメリー・バス・ボイコット事件（Montgomery Bus Boycott）は、1955年にアメリカ合衆国アラバマ州モンゴメリーで始まった人種差別への抗議運動である。事件の原因は、モンゴメリーの公共交通機関での人種隔離政策にあり、公民権運動のきっかけの一つとなった。

## 事件のいきさつ

### ローザ・パークスの逮捕
1955年12月1日、市営バスに乗車したローザ・パークスは「黒人優先席」の最前列に座っていた。次第に乗車して来る白人が増えてきたため、運転手のジェームズ・ブレイクは、黒人席の最前列を白人席に変更し、座っていた4人の黒人に席を空けるように指示したが、パークスはこれに従わなかった。ブレイクはアラバマ州警察に通報し、パークスは、「運転手の座席指定に従わなかった」という理由で逮捕された。

### エドガー・ニクソンとキング牧師
ローザの逮捕を知った社会運動家のエドガー・ニクソンは、ジョージア州アトランタからモンゴメリーの教会に移ったばかりの若き牧師マーティン・ルーサー・キング・ジュニアらに、バス乗車ボイコット運動の組織化を持ちかけた。

### 運動の成功
キング牧師らが、路線バスへの乗車ボイコットを呼びかけると、肌の色を問わず多くの市民がこれに応じた。特にバス利用者の約4分の3を占めていた黒人が一斉に利用しなくなったことにより、市のバス事業は経済的に大きな打撃を被った。
1956年11月13日、連邦最高裁判所は、地方裁判所の判決を支持する形で、モンゴメリーの人種隔離政策に対して違憲判決を下した。そして運動は1956年12月20日に公式に終了した。

## その後
- 1999年、パークスに議会名誉黄金勲章が授与された。更に2021年、パークスが逮捕された日を連邦祝日に指定する法案が連邦議会に提出されている。
- ピート・シーガーは、後にこの運動に関して「バスの後部座席で (If You Missed Me at The Back of the Bus) 」と題した曲を発表した。